# Triangeln, Malmö

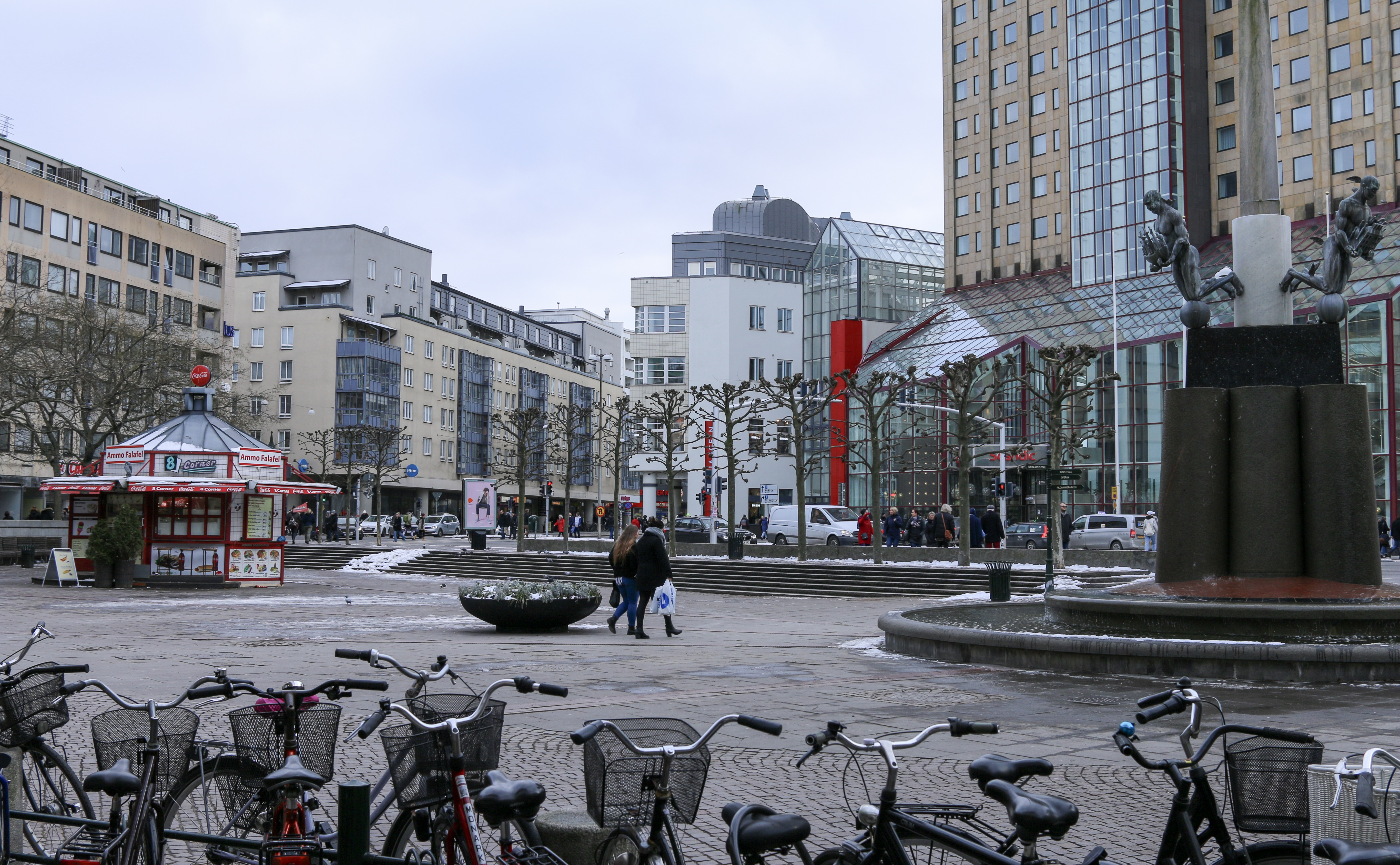
Triangeln i februari 2017

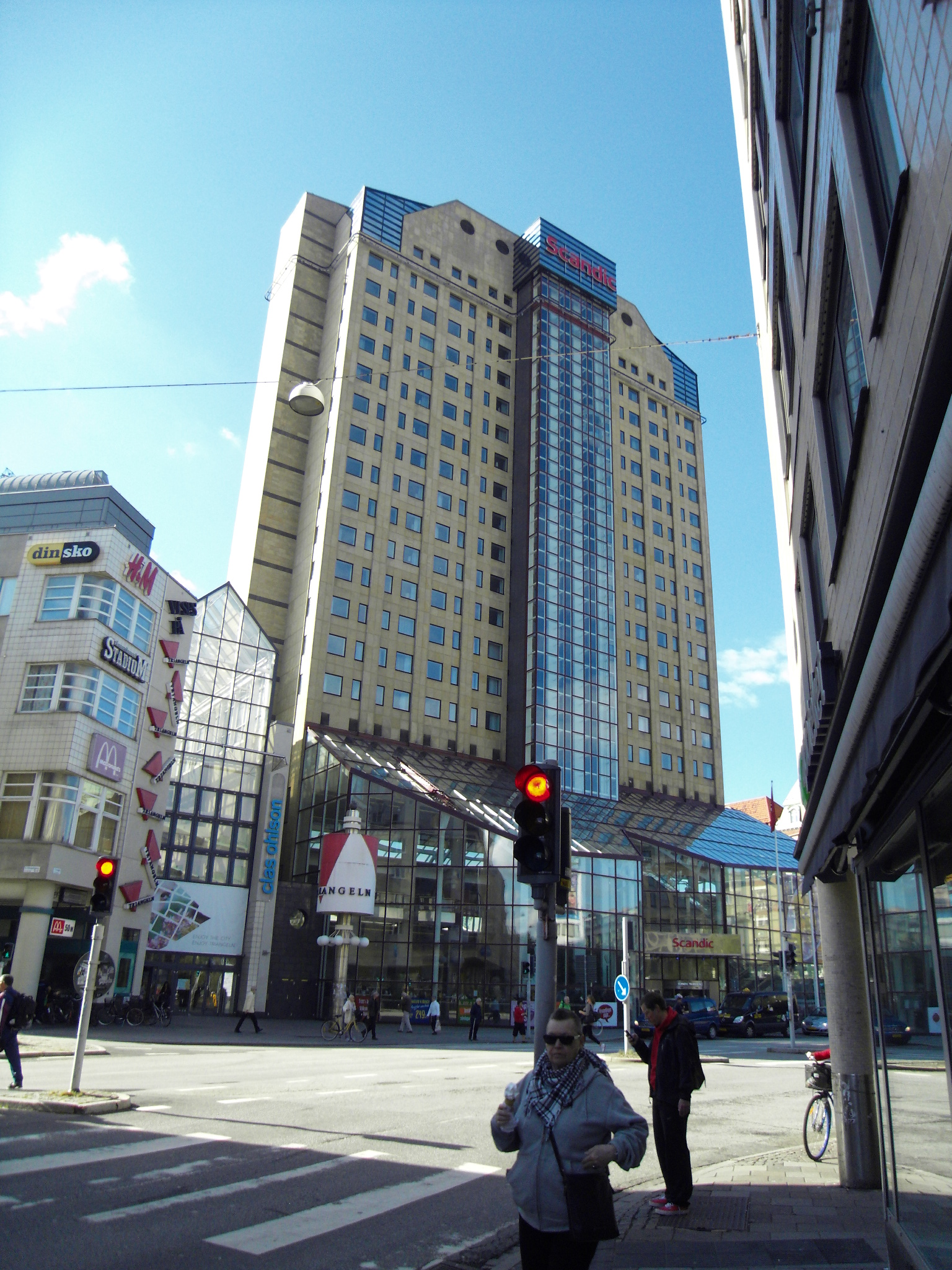
Vy över Triangeln med Hotell Triangeln.

Triangeln, på malmöitiska uttalat Triangelen, är namnet på en öppen plats i centrala Malmö, belägen där delområdena Davidshall, Rådmansvången och Lugnet möts. I dagligt tal avses med Triangeln även kvarteren runtomkring, med Triangelns köpcentrum och Triangelns station.

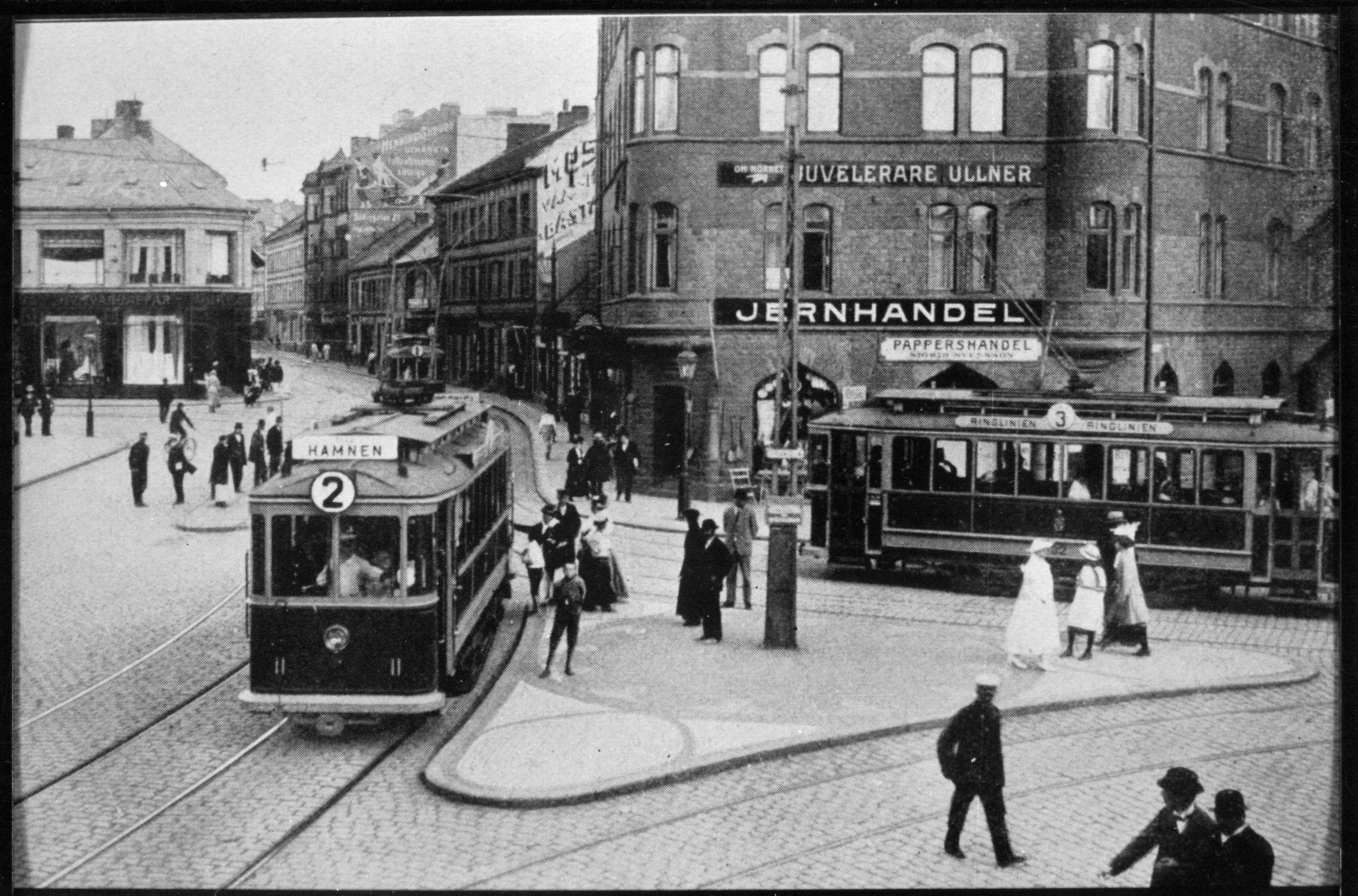
Triangeln 1917. Till vänster och inåt i bilden sträcker sig Södra Förstadsgatan söderut längs kvarteret Kaninen, medan Rönneholmsvägen ansluter från höger.

## Historia
Ursprungligen var Triangeln den plats utanför staden där landsvägen söderut, från Ystad, Trelleborg och Skanör med Falsterbo mötte den första vägen i öst-västlig riktning, som vid dagens Värnhemstorget sedan delades i tre riktningar: mot Arlöv–Lund, mot Dalby–Simrishamn och mot Södra Sallerup–Genarp, motsvarande dagens Södra Förstadsgatan och Rönneholmsvägen–Föreningsgatan.   
Vägkorsningen finns på kartor från 1600-talet men är säkerligen betydligt äldre än så. Korsningen blev successivt viktigare genom att dåvarande Pildammsvägen (sedan 1945 benämnd Rådmansgatan) också utgick härifrån och, från 1927, även Davidshallsgatan. Namnet Triangeln började användas på kartor från år 1917 och fastställdes officiellt 1960.
Under Baltiska utställningen år 1914 anordnade Malmö stads spårvägar extra trafik på hjälplinjen Triangeln–Utställningen. I samband med detta byggdes en triangelformad refug på platsen, som även passerades av spårvägslinjerna 1, 2, 3 och extralinjen X2. Troligen är det denna refug som gav upphov till namnet Triangeln. Refugen togs bort 1936, när linje 2 lades ned (linje 1 hade fått ny sträckning redan år 1928). En annan teori som framförts är att namnet Triangeln skulle vara inspirerat av kvarteret Kaninens ursprungligen triangulära form.
Spårvägstrafiken vid Triangeln upphörde år 1964 och fem år senare revs byggnaden i kvarteret Kaninens norra del eftersom denna ansågs vara ett hinder för biltrafiken. 
Under många år stod affärsbaracker på platsen i norra delen av kvarteret Kaninen. Det fanns olika planer på vad som skulle byggas där innan något byggarbete kom till skott. På 1970-talet planerades att uppföra ett "Musikens hus" i kvarteret Kaninen vid Triangeln. Den idén tynade dock bort, istället kom konserthuset att byggas vid Amiralsgatan. 1983 lanserade kommunstyrelsens ordförande Nils Yngvesson tillsammans med Domus, Folksam och Bunkeflobyggen ett projekt som blev känt som "Triangelprojektet". I förslaget ingick att ett 22-våningar högt hotell skulle byggas tillsammans med ett Domus i botten. Södra Förstadsgatan norr om Spångatan skulle stängas av för biltrafik. Istället skulle där vara ett inglasat torg för fotgängare som skulle förbinda hotellet med köpcentrat och en inbyggd busstation som skulle byggas på andra sidan av Södra Förstadsgatan. Triangeln skulle bli ett centrum för Malmös busstrafik med infart från Föreningsgatan och Spångatan. I södra änden av kvarteret Kaninen skulle Malmös nya stadsbibliotek byggas.
År 1989 färdigställdes den nuvarande hotellbyggnaden och det anslutande köpcentret med samma namn, Triangeln, efter långa diskussioner och omfattande protester. Få byggprojekt i Malmö har föregåtts av en sådan debatt. Protesterna rörde främst höghuset men även planerna att glasa över och stänga av Södra Förstadsgatan mellan Triangeln och Spångatan. Triangeldebatten anses ha varit en bidragande orsak till det politiska maktskiftet i Malmö 1985. Projektet omarbetades så att biblioteket, busstationen och inglasningen av Södra Förstadsgatan utgick. Istället för busstation bebyggdes kvarteret öster om Södra Förstadsgatan med bostäder i början av 1990-talet. Hotellet och Triangelns köpcentrum ritades av Riksbyggen Konsult AB genom Greger Dahlström.
Torgbildningen vid Triangeln fick på slutet av 1990-talet ny utformning där skulpturen ”Treenighet” av Bjørn Nørgaard intar en dominerande plats.
År 2010 blev Citytunneln färdig. Då togs den underjordiska Triangelns station i drift.

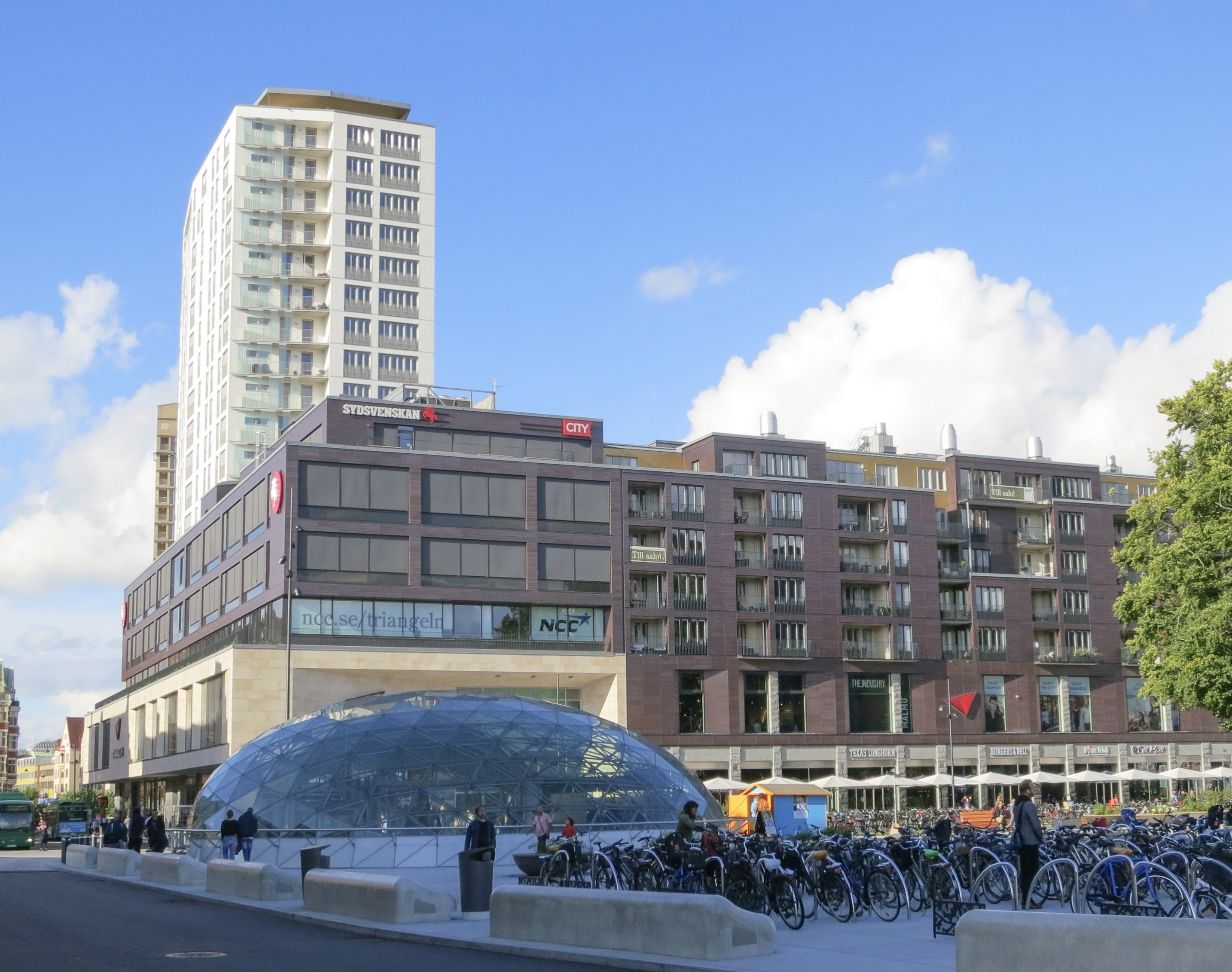
Kvarteret Kaninen mellan Triangelns station och Hotell Triangeln sett från söder (Rådmansgatan). Hotellet skymtar fram strax till vänster om det vita höghuset (Kaninen 31).

## Byggnadsprojekt
Kvarteret Kaninen var ett byggnadsprojekt vid Triangeln som avslutades 2014. Byggprojektet omfattade både bostäder och kontor som präglas av låg energiförbrukning, både klimatdeklarerade och miljöklassade. Ett affärscentrum byggdes intill det befintliga Triangelns köpcentrum.
Byggplatsen hade i många årtionden fungerat som parkeringsplats. Projektets syfte var att förändra karaktären i området och öka livligheten intill den nybyggda järnvägsstationen. Uppemot 40 000 personer beräknades passera dagligen; en stor bussknutpunkt skapades och totalt beräknades omkring 100 000 människor röra sig i området dagligen.
Ett höghus (Kaninen 31) på cirka 68 meter och 18 våningar uppfördes intill Hotell Triangeln.